# Руснок, Иржи
И́ржи Ру́снок (чеш. Jiří Rusnok; род. 16 октября 1960, Острава, ЧССР) — чешский политик, премьер-министр Чехии с 2013 года по 2014 год. С 1 июля 2016 по 30 июня 2022 управляющий Чешским национальным банком.

## Биография
Иржи Руснок родился 16 октября 1960 года в Остраве. В 1984 году окончил Высшую школу экономики в Праге.
Карьеру начал в Госплане, затем работал в Федеральном министерстве по стратегическому планированию и Федеральном министерстве труда и социальных дел. В течение шести лет работал консультантом, руководителем социально-экономического отдела в Чешско-моравской конфедерации профсоюзов. В августе 1998 года назначен заместителем министра труда и социальных дел, с апреля 2001 года по июль 2002 года был министром финансов, с июля по март 2003 года занимал пост министра промышленности и торговли Чехии.
После 2003 года он ушел из политики, занимался бизнесом. В 2005—2012 годах был президентом Ассоциации пенсионных фондов. С 2006 года и до лета 2013 года Руснок председатель совета директоров и главный исполнительный директор пенсионного фонда ING. С 2009 года — председатель Совета общественного контроля аудита. С 2010 года является членом Национального экономического совета правительства Чехии.
С 1998 по 2010 год состоял в Чешской социал-демократической партии.

## Премьер-министр
После скандала, связанного с обвинениями некоторых членов правительства в коррупции, а также скандала, связанного с руководителем аппарата бывшего премьера Яной Надьовой, Петр Нечас ушёл в отставку с поста премьер-министра 17 июня 2013 года. На его место президентом Земаном был назначен 25 июня Иржи Руснок.
Ему было необходимо в течение 60 дней сформировать Правительство Чешской Республики и получить вотум доверия Палаты депутатов Парламента, однако против назначения Руснока выступили многие члены Палаты депутатов, которые потребовали проведения досрочных выборов. Однако ему через две недели удалось сформировать новое правительство.
7 августа правительство получило вотум недоверия Палаты депутатов и на следующий день Руснок заявил, что правительство в ближайшие дни уйдёт в отставку.. 9 августа Иржи Руснока объявил об отставке правительства. 13 августа Президент Чехии Милош Земан принял отставку правительства Руснока. Члены правительства и сам Руснок будут исполнять свои обязанности до формирования нового правительства после внеочередных выборов в Палуту депутатов Парламента. Однако формирование правительства в Чехии затянулось до начала следующего года. И лишь 29 января президент утвердил состав нового правительства Богуслава Соботки.

## Личная жизнь
Иржи Руснок женат, у него два сына: Михал (1989) и Томаш (1992).